# 皇冠街站
皇冠街站(英語：Crown Street railway station)是位于英国利物浦皇冠街的一个铁路客运总站。该站是世界上第一个城际客运站，启用于1830年，也是利物浦的铁路终点站。该站作为客运站仅使用了6年，之後被更靠近利物浦市中心的萊姆街站取代。在停办客运后，车站即遭拆除，原址被改建为货场并沿用至1972年。现今，车站旧址是一个公园，车站与货场的痕迹已难以寻觅。

## 历史
1830年9月15日，该站作为世界上第一条公共客运铁路——利物浦和曼彻斯特铁路位于利物浦的客运总站而启用。随着第一列列车从利物浦开出，该站成为世界上第一个服务于城际客运的火车站。而作为这列列车终点站的曼彻斯特利物浦路站也于同日启用。
这座建筑归功于乔治·史蒂芬生。该站由一条长266米（291码）的单线隧道从东面的边山隧道（Edge Hill Cutting）进入，有时也被称为Cavendish Cutting）。这些隧道与相邻的1.26英里（2.03公里）的瓦平隧道一起，是最早在大都市地下掘进的隧道。固定式蒸汽机位于切割口内，通过连续的绳索系统将马车从Edge Hill车站上坡，并从利物浦南端码头的Park Lane货站（早期称为Wapping铁路货站）上行至Wapping隧道。Wapping隧道从Crown Street站的站址下穿过。
由于皇冠街站距离利物浦市中心过于遥远，在开办客运6年之后的1836年，随着利物浦莱姆街站的启用，该站停止客运服务，并被改成了一个货场。1846年，为了提高货场的吞吐量，在Edge Hill切口处增建了一条双线隧道。1972年，随着这两条隧道的使用结束，货场永久关闭。瓦平隧道和原来的皇冠街隧道也在1972年停止使用。
紧邻皇冠街车站南边是一个被称为Millfield或Gray's yard的区域。这包括一个大型的集结和储存区，以及一个大型的马车和马车的建造和维修工程。

## 现在
该区域已被美化为公园，原1830年的单轨隧道西面的入口被覆盖在这里。1846年的皇冠街隧道现在被用作火车的车头分流处。附近的利物浦大学的学生宿舍已经建在旧货场的一部分场地上。车站的场地本身就有景观，瓦平隧道的通风塔和一块牌匾纪念着车站在历史上的地位。在福克纳街的围墙附近还有少量的石质枕木。

### 未来发展提案
帕丁顿村的提案中提到，2014年利物浦城市区域（LCR）长期铁路战略中的一个车站是有用的，该站将位于Wapping隧道上，然而，2016年10月的帕丁顿村空间更新框架文件第36页特别给出了一张地图，地图上的车站位于旧皇冠街站址上，并注明位置为皇冠街/麦特尔街。